# Ivanhoe (1952)
Ivanhoe is een Amerikaanse film uit 1952 van Richard Thorpe met in de hoofdrollen Robert Taylor en Elizabeth Taylor.
De film is gebaseerd op de roman Ivanhoe van Sir Walter Scott uit 1819. Ivanhoe was zeer succesvol in de bioscopen en bracht meer dan zes miljoen dollar op. Het werd een van de best lopende films uit 1952 en was het grootste succes van MGM in dat jaar.
Er waren drie Oscarnominaties voor Beste film, Beste muziek en Beste cinematografie. Verder was er ook een nominatie voor Beste Film en Beste muziek bij de Golden Globes. Geen van de nominaties werd verzilverd.

## Verhaal
Engeland 1194. De Derde Kruistocht is ten einde en de kruisvaarders keren terug. Onder hen is Wilfred of Ivanhoe, een ridder van Saksische origine. Hij heeft gezocht naar zijn koning, Richard Leeuwenhart. Het blijkt dat de koning is ontvoerd door Leopold van Oostenrijk en alleen voor 150.000 marken aan zilver zal worden losgelaten. Engeland zucht ondertussen onder het schrikbewind van de broer van Richard, prins John. De laatste onderdrukt de Saksische bevolking en bevoordeelt de Normandische edellieden. Ivanhoe keert terug naar het kasteel Rotherwood van zijn vader Sir Cedric. In Rotherwood wacht ook zijn verloofde, lady Rowena. Vader Cedric is een Saks, en haat de Normandische overheersers. Hij haat om die reden ook koning Richard. Ivanhoe wil het losgeld voor koning Richard bij elkaar brengen en vraagt hulp aan zijn vader. Cedric weigert de Normandische Richard te helpen en wijst zijn zoon de deur. Slechts vergezeld door de nar Wamba, vertrekt Ivanhoe. Hij ziet echter dat twee Normandische ridders Brian de Bois-Guilbert en Hugh de Bracy een gast van zijn vader, de Joodse Isaac van York, proberen te beroven. Het ingrijpen van Ivanhoe verhindert de roof. Niet veel later begeleidt de ridder Isaac en zijn dochter Rebecca naar Sheffield. In Sheffield helpt Isaac Ivanhoe het losgeld voor de koning bijeen te brengen. Rebecca wordt verliefd op Ivanhoe en schenkt hem haar juwelen zodat hij een paard en wapenuitrusting kan kopen voor een toernooi. In vermomming en met gesloten vizier wint Ivanhoe van vier Normandische ridders, maar raakt gewond in het vijfde gevecht. De Normandische ridders zijn uit op wraak en Ivanhoe wordt de stad uitgesmokkeld. Daar wordt hij opgenomen door de bende van Robin Hood. Cedric, Rowena, Isaac en Rebecca worden echter opgepakt en naar het kasteel van Front de Boeuf gebracht. Ivanhoe geeft zich over in ruil voor het leven van zijn vader. Maar de Normandische ridders breken hun woord en laten Cedric niet vrij. Het kasteel wordt bestormd door de bende van Robin Hood en Ivanhoe wordt bevrijd. Hij doodt Front de Boeuf en gaat achter Bois-Guilbert aan die Rebecca als schild gebruikt. Maar de Normandische ridder kan ontsnappen. Niet veel later wordt Rebecca door prins John tot de brandstapel veroordeeld. Ivanhoe die Isaac heeft beloofd zijn dochter te redden vraagt om een godsgericht. Hij wil optreden als kampioen voor Rebecca, terwijl Bois-Guilbert optreedt voor prins John. In het duel verslaat Ivanhoe zijn tegenstander. Hij keert terug naar Rowena en laat Rebecca achter met gebroken hart. Met het losgeld is inmiddels Richard losgekocht en wordt prins John door zijn eigen broer verdreven.

## Rolverdeling
| Acteur           | Personage              |
| ---------------- | ---------------------- |
| Robert Taylor    | Wilfred of Ivanhoe     |
| Elizabeth Taylor | Rebecca                |
| Joan Fontaine    | Rowena                 |
| Emlyn Williams   | Wamba / verteller      |
| Finlay Currie    | Cedric                 |
| Felix Aylmer     | Isaac                  |
| Robert Douglas   | Hugh de Bracy          |
| George Sanders   | De Bois-Guilbert       |
| Harold Warrender | Robin Hood             |
| Norman Wooland   | Richard I van Engeland |
| Francis De Wolff | Front de Boeuf         |
| Basil Sydney     | Waldemar Fitzurse      |
| Patrick Holt     | Philip de Malvoisin    |
| Roderick Lovell  | Ralph de Vipont        |
| Sebastian Cabot  | Broeder Tuck           |
| John Ruddock     | Hundebert              |
| Michael Brennan  | Baldwin                |
| Megs Jenkins     | Isaacs bediende        |
| Valentine Dyall  | Norman Guard           |
| Lionel Harris    | Roger van Bermondsley  |
| Guy Rolfe        | Jan zonder Land        |

## Productie
De film werd opgenomen tussen juli en september 1951 in de Elstree Studio's in Londen en op locatie in Doune Castle in Schotland. Een van de scriptschrijvers, Marguerite Roberts, moest getuigen voor de House Committee on Un-American Activities die onderzoek verrichtte naar vermeende infiltratie van communisten in de filmindustrie. Roberts was lid van de communistische partij, maar weigerde namen te noemen van andere communisten. Ze kwam op de zwarte lijst te staan en haar naam werd verwijderd van de aftiteling van de film. Elizabeth Taylor had achteraf spijt van haar beslissing Rebecca te spelen. Liever had ze de rol van Rowena gespeeld. Even werd gespeeld met de gedachte haar te vervangen door Deborah Kerr, maar uiteindelijk bleef Taylor de rol gewoon spelen.

## Verschillen met het boek
De Ivanhoe in de film is veel meer aanwezig en veel krachtiger dan de Ivanhoe uit de roman. De filmmakers voegden de personages van the Black Knight (de zwarte ridder) en Ivanhoe uit de roman samen. Ook ontbreken er verscheidene personages uit de roman, als Aethelstane, Lucas Beaumanoir, en Gurth.

## Historische onnauwkeurigheden
Walter Scott veroorloofde zich veel vrijheden in zijn roman en deel daarvan is ook in de film terechtgekomen.
- De overheersing door de Normandische edelen speelde veel eerder dan in de roman en film. Daar was eigenlijk alleen sprake van vlak na de invasie van Willem de Veroveraar in 1066. Ten tijde van Ivanhoe en Richard Leeuwenhart waren Normandiërs en Saksen allang geïntegreerd.
- Aan de andere kant was prins John, de latere koning, ook niet zo'n beest en zwakkeling als hij wordt afgeschilderd in Ivanhoe, John was weliswaar geen sterke koning, maar ook weer niet zo slecht als Middeleeuwse kroniekschrijvers hem afschilderen.
- De poging om Rebecca te verbranden als heks in 1194 is ook historisch niet verantwoord. In Engeland werden heksen pas tegen het einde van de 14e eeuw tot de dood veroordeeld. In tegenstelling tot in de rest van Europa werden in Engeland heksen opgehangen.

De film voegt ook weer een aantal eigen historische onnauwkeurigheden toe.
- Tijdens het feest in Rotherwood eet men kalkoen. Kalkoenen zijn van Amerikaanse oorsprong en waren niet bekend in het Engeland van 1194. Pas in de 16e eeuw werd de kalkoen ook in Engeland geïntroduceerd.
- Aan het begin van de film is het Britse wapenschild te zien met een leeuw en een eenhoorn. De eenhoorn kwam pas in 1603 op het wapenschild nadat het Engelse en Schotse koningshuis werden verenigd.
- Tijdens het toernooi vraagt Ivanhoe om een bijl. De bijl die hij krijgt aangereikt is een werpbijl en geen strijdbijl. Een strijdbijl had een lange steel en een groot blad.